# Homosexualität in Belgien

Geografische Lage Belgiens

Homosexualität wird in Belgien gesellschaftlich akzeptiert. Die gesellschaftliche Toleranz gegenüber Homosexuellen ist verhältnismäßig hoch. Belgien gilt als sehr liberales Land bezüglich der Rechte Homosexueller und deren Gleichstellung. In Belgien existieren mehrere Clubs und Diskotheken, die sich bevorzugt an schwules und lesbisches Publikum wenden.

## Legalität
Die Entkriminalisierung homosexueller Handlungen erfolgte 1794, als das Gebiet des heutigen Belgiens von Frankreich besetzt wurde.
Das Schutzalter wurde 1985 dem Heterosexueller (16 Jahre) angeglichen.

## Antidiskriminierungsgesetze
Schwule und Lesben haben heute die gleichen Rechte wie heterosexuelle Bürger und sind nicht wie in vielen anderen Ländern vom Militärdienst ausgeschlossen.
Homosexualität wird heute in Belgien gesetzlich nicht mehr diskriminiert. 2003 wurde auch ein Antidiskriminierungsgesetz erlassen, nach dem es nicht mehr gestattet ist, Homosexuelle beispielsweise auf dem Arbeits- oder Wohnungsmarkt aufgrund ihrer sexuellen Orientierung zu benachteiligen.

## Ehe
Als zweites Land der Welt öffnete Belgien nach den Niederlanden im Jahr 2003 die Ehe; zuvor hatte es bereits landesweit in einem ersten gesetzlichen Schritt das sogenannte gesetzliche Zusammenwohnen parlamentarisch ermöglicht. Seit 2006 ist auch die Adoption für gleichgeschlechtliche, verheiratete oder unverheiratete Paare möglich. Eine Meinungsumfrage, bei der die Bevölkerungen aller Länder der Europäischen Union nach ihrer Meinung zur „Homoehe“ befragt wurden, ergab für Belgien, dass 62 % aller Bürger des Landes die gleichgeschlechtliche Lebenspartnerschaft befürworten.

## Gesellschaftliche Situation
Der belgische Regierungschef Di Rupo äußerte Ende 2012 die Einschätzung, dass die Toleranz gegenüber Homosexuellen abnehme.